# Bendazac
Bendazac (hoặc axit bentazolic) là một loại thuốc chống viêm không steroid (NSAID) được sử dụng cho đau khớp và cơ bắp.

## Tổng hợp
Hành động chính là ức chế biến tính protein. 

Tổng hợp Bendazac: ; G. Palazzo, (1967, 1969 cả cho Francesco Angelini).

Sử dụng chloroacetamide trong bước alkyl hóa, sau đó thủy phân bằng axit tạo ra uốn cong (thay vì benzydamine).